# Archiv Brockhagen

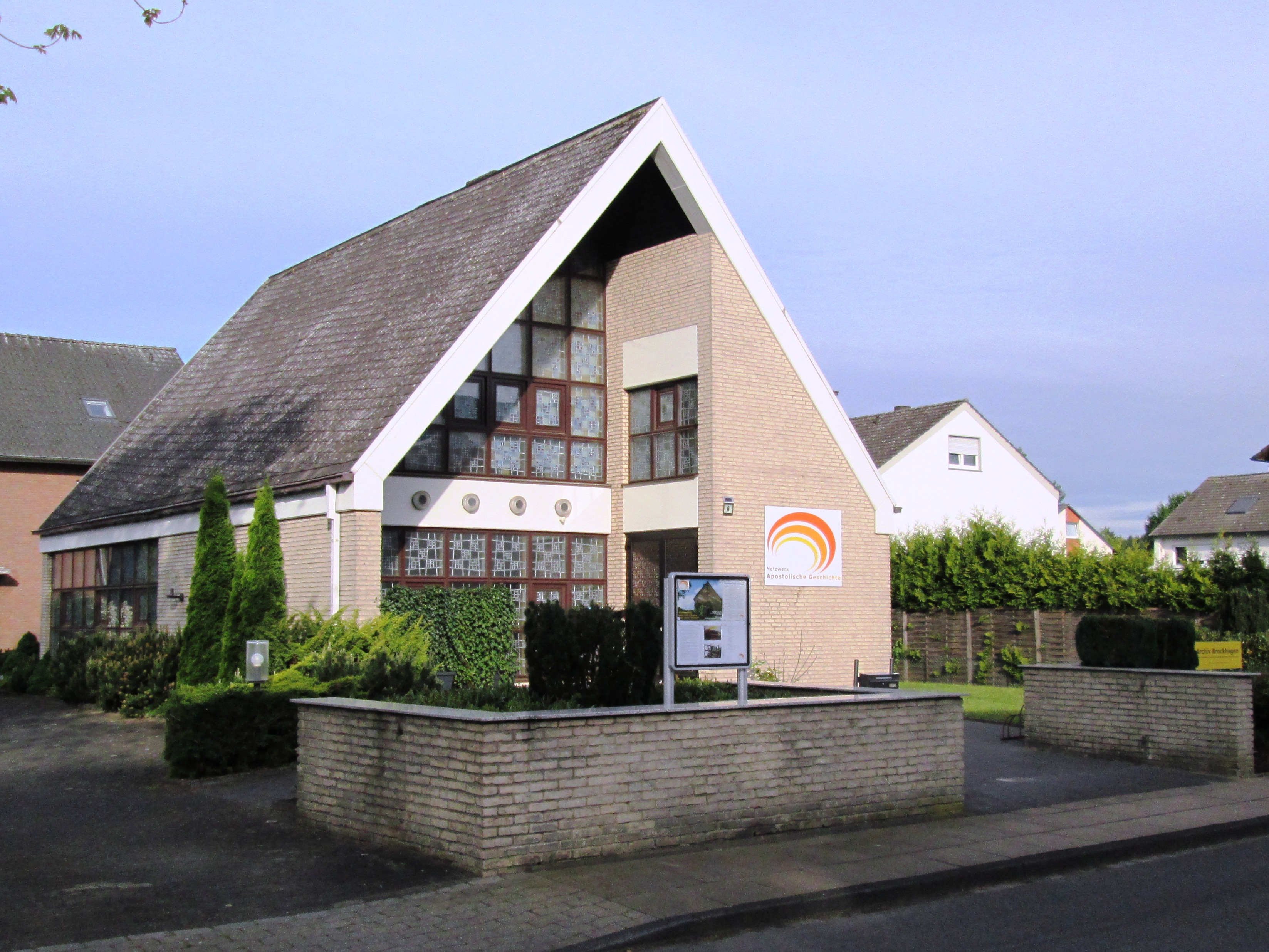
Außenansicht Archiv Brockhagen im Mai 2014

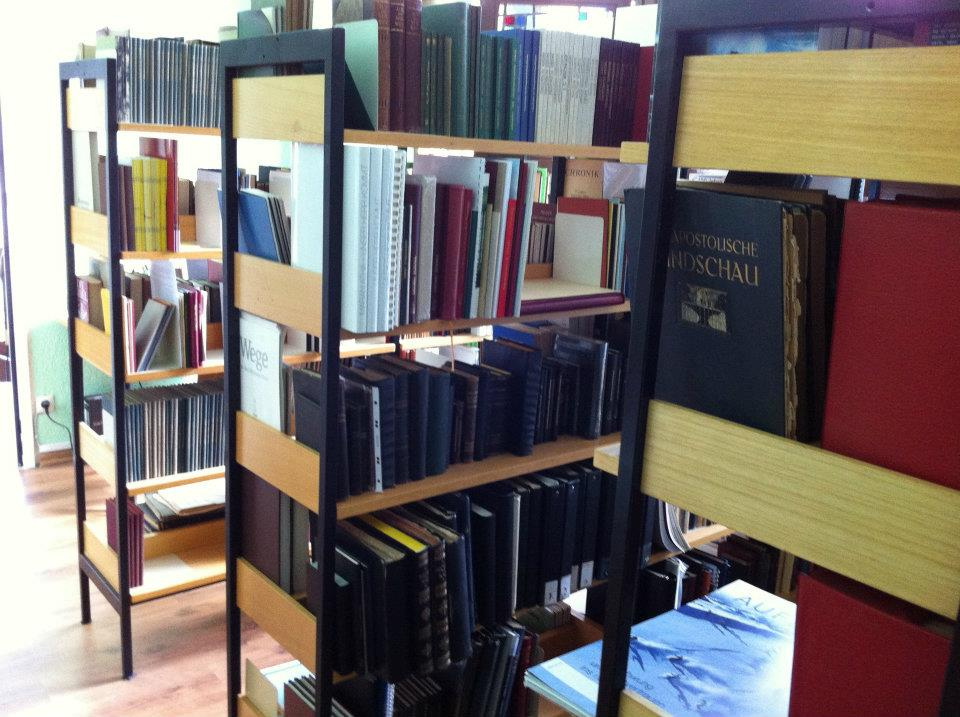
Blick in die Bibliothek des Archiv Brockhagen

Das Archiv Brockhagen ist ein unabhängiges Forschungsarchiv und eine Bibliothek in Brockhagen bei Steinhagen zur Geschichte der Konfessionsgruppe der apostolischen Gemeinschaften. Das Archiv wird vom Netzwerk Apostolische Geschichte betrieben, es gilt als erstes seiner Art.

## Geschichte
Das 2008 gegründete unabhängige und überkonfessionelle Netzwerk Apostolische Geschichte nahm ab Ende 2010 Kontakt zur Neuapostolischen Kirche Nordrhein-Westfalen auf, um die Möglichkeit der Einrichtung eines unabhängigen Archivs mit Bibliothek in einem ehemaligen Kirchengebäude zu prüfen. Nach einjähriger Beratung und Prüfung überließ der Gebietskirchenpräsident Armin Brinkmann dem Netzwerk zu einem symbolischen monatlichen Nutzungsentgelt von einem Euro ein profaniertes Kirchengebäude. Der Nutzungsvertrag sieht keine Bedingungen und Auflagen zur Archivgestaltung vor.
Ab Januar 2012 begannen die Um- und Ausbauten am Gebäude, welche nach sechs Monaten mit der Eröffnung am 30. Juni 2012 abgeschlossen werden konnten. Sämtliche Arbeiten wurden durch Spendengelder des Vereins finanziert. Zur Eröffnung waren Kirchen- und Kommunalvertreter anwesend, ebenso über 100 interessierte Gäste und Vereinsmitglieder.
Vom Herbst 2018 bis zum Frühjahr 2019 wurde das Gebäude renoviert. Dabei wurden unter anderem die Fensterflächen gegen eine moderne Verglasung ausgetauscht, die mit einer Folierung mit Motiven aus der apostolischen Kirchengeschichte versehen ist. Im Winter 2024/2025 wurde die alte Ölheizung des Gebäudes durch eine Luft-Wärmepumpe ersetzt.
Dem Archiv wird eine besondere Bedeutung eingeräumt, da es aktuell das einzige unabhängige Archiv zur Geschichte der apostolischen Glaubensgemeinschaften ist. Kleinere kircheneigene Archive sind in der Regel für die breite Öffentlichkeit, Kirchenmitglieder und Interessierte nicht oder schwer zugänglich. Gemeinschaftsübergreifende Archive oder Bibliotheken im Bereich der Apostolischen gab es bisher nicht.

## Gebäude
Das 1978 errichtete Kirchengebäude vom Typ Standard 100 steht in der Uhlandstraße 6 in Brockhagen bei Steinhagen. Es hat eine Nutzfläche von 214 m² und besteht aus einem Erdgeschoss und zwei weiteren, jeweils nicht voll ausgebauten Stockwerken. Im Erdgeschoss befindet sich der Lese- und Seminarraum mit regulär 50 Sitzplätzen sowie einer Handbibliothek und Ausstellungsvitrinen. Im Obergeschoss ist neben dem Ton- und Medienarchiv das eigentliche Bucharchiv eingerichtet. Diese Räume sind nach vorheriger Absprache zugänglich. Recherchen im Archiv können mit dem Netzwerk vereinbart werden.

## Archivgut
Das Netzwerk Apostolische Geschichte sammelt seit 2009 Schriftgut, Tonmaterial, Fotos und Gegenstände rund um die apostolischen Glaubensgemeinschaften. Bislang sind etwa 6.500 Medien katalogisiert. Weitere tausende Medien warten auf die Katalogisierung und Einlagerung. Zu dem Bestand zählen auch Unikate und seltene Schriften, wie zum Beispiel frühe Aufzeichnungen über Aktivitäten der katholisch-apostolischen Geistlichen in Deutschland von 1847.
Neben Archivmaterial bietet das Archiv Brockhagen eine umfangreiche Bibliothek zum Stöbern an, ebenso interessante Ausstellungsstücke zur Geschichte der Apostolischen.

## Öffnungszeiten
Aktuell finden keine regelmäßigen Öffnungszeiten statt; das Archiv wird auf Anfrage geöffnet. Regelmäßig werden ebenso Vorträge und Veranstaltungen angeboten.

### Offizielle Seiten
- Hauptseite des Archiv Brockhagen
- Hauptseite des Netzwerk Apostolische Geschichte e.V.

### Presseberichte
- religionsreport.de – Netzwerk Apostolische Geschichte und NAK NRW vor Gebäude-Deal
- glaubenskultur.de – Netzwerk Apostolische Geschichte erhält Domizil
- nak-nrw.de – Bielefelder Kirche wird zum Archiv für Historiker
- Haller Kreisblatt vom 13. Dezember 2011: „Kirche soll Archiv beheimaten“
- Westfalen-Blatt vom 27. Dezember 2011: „Forschen im neuen Kirchenarchiv“
- Haller Kreisblatt vom 17. Dezember 2011: „Brockhagen erhält den Zuschlag“